# Atentado de Sousse
O atentado de Sousse é um atentado terrorista que ocorreu no dia 26 de Junho de 2015 em Sousse, na Tunísia, causando a morte de 39 pessoas. Um homem conhecido como Seifeddine Rezgui (23 anos) abriu fogo com uma Kalachnikov na praia de um hotel de luxo repleto de turistas estrangeiros; ele foi abatido.

## Ataque
Em 26 de junho de 2015, o Riu Imperial Marhaba Hotel, um complexo turístico de cinco estrelas, de propriedade espanhola, localizado em Port El Kantaoui, na costa do Mediterrâneo, a cerca de dez quilômetros ao norte de Sousse, Tunísia, estava hospedando 565 pessoas, principalmente da Europa Ocidental, ou 77% de sua capacidade. Os turistas do hotel, bem como do Hotel Soviva, localizado nas proximidades, estavam na praia para nadar e tomar sol.
Por volta do meio-dia, Seifeddine Rezgui Yacoubi, 23 anos, também conhecido como Abu Yahya al-Qayrawani, nascido em Gaafour e ex-estudante de aviação da Universidade de Cairuão, estava disfarçado como um turista, quando começou a socializar com os outros e, em seguida, pegou um rifle de assalto Kalashnikov que estava escondido em um guarda-sol e disparou contra os turistas na praia. Ele entrou no hotel, atirando em todas pessoas que via na sua frente. O terrorista foi morto por forças de segurança durante uma troca de tiros. Todas as balas encontrados foram disparadas da mesma arma; o indivíduo tinha quatro cartuchos de munição. Rezgui tinha falado com seu pai em um telefone celular que ele então jogou no mar pouco antes do ataque; o aparelho foi recuperado.
Um porta-voz do Ministério do Interior disse que eles tinham certeza de que outras pessoas ajudaram o rapaz, mas sem participação direta, proporcionando a Kalashnikov e ajudando Rezgui no local do massacre.

### Vítimas
| Nacionalidade                | Mortes         | Feridos | Total | Ref.          |
| ---------------------------- | -------------- | ------- | ----- | ------------- |
| Reino Unido                  | 30             | 24      | 54    | [ 13 ]        |
| Irlanda                      | 3              | 0       | 3     | [ 13 ]        |
| Tunísia                      | 1 (terrorista) | 7       | 8     |               |
| Bélgica                      | 1              | 3       | 4     |               |
| Alemanha                     | 1              | 0       | 1     |               |
| Brasil/ Portugal             | 1              | 0       | 1     | [ 14 ] [ 15 ] |
| Rússia                       | 0              | 1       | 1     |               |
| Ucrânia                      | 0              | 1       | 1     | [ 16 ]        |
| nacionalidades desconhecidas | 2              | 3       | 5     |               |
| Total                        | 39             | 39      | 78    |               |

A maior parte das vítimas do atentado de Sexta-feira num hotel na estância turística de Sousse, na Tunísia, reivindicado pelo grupo Estado Islâmico, são britânicas, anunciou o primeiro-ministro tunisino, Habib Essid. No que diz respeito "às nacionalidades dos mortos (…), a maior parte é britânica. Depois há alemães, belgas e franceses", disse Essid em conferência de imprensa.
O primeiro-ministro tunisino baixou para 38 o número de vítimas do atentado, precisando que os 39 mortos anteriormente reportados pelo Ministério da Saúde incluíam o atirador, abatido pelas forças de segurança.
Uma turista luso-brasileira de 76 anos morreu também no ataque perpetrado, informou o secretário de Estado das Comunidades Portuguesas, José Cesário. “A embaixada portuguesa em Tunes acabou de nos confirmar, infelizmente, que há uma cidadã nacional entre as pessoas que foram mortas ontem em Sousse.". Mais tarde o Itamaraty confirmou que esta mesma vítima também tinha nacionalidade brasileira. De nome Maria da Glória Moreira, tornou-se a primeira portuguesa/brasileira vítima de um ataque reivindicado pelo Estado Islâmico.

## Reação

### Doméstica
O presidente Beji Caid Essebsi pediu por uma estratégia global contra o terrorismo e visitou Sousse ao lado do primeiro-ministro Habib Essid, que prometeu fechar 80 mesquitas radicalizadas dentro de uma semana. O governo também planeja acabar com o financiamento de certas associações como uma contramedida contra outro possível ataque. Essid anunciou novas medidas antiterrorismo, incluindo o envio de tropas de reserva para reforçar a segurança em locais considerados "sensíveis", como áreas frequentadas por turistas.
Beji Caid Essebsi também classificou os ataques "covardes", prometendo "medidas dolorosas, mas necessárias" para lutar contra o extremismo no país. Ele pediu uma resposta firme: "Nenhum país está a salvo de terrorismo e precisamos de uma estratégia global de todos os países democráticos."

### Internacional
Condenações e condolências foram dadas por representantes de vários países, como Alemanha, Egito, Índia, Irã, Israel, Malásia, Estados Unidos, Reino Unido, Bélgica, Rússia, Brasil, Portugal, entre outros.